# Chaetornis striata
Chaetornis striata là một loài chim thuộc chi đơn loài Chaetornis trong họ Locustellidae.

## Hình ảnh

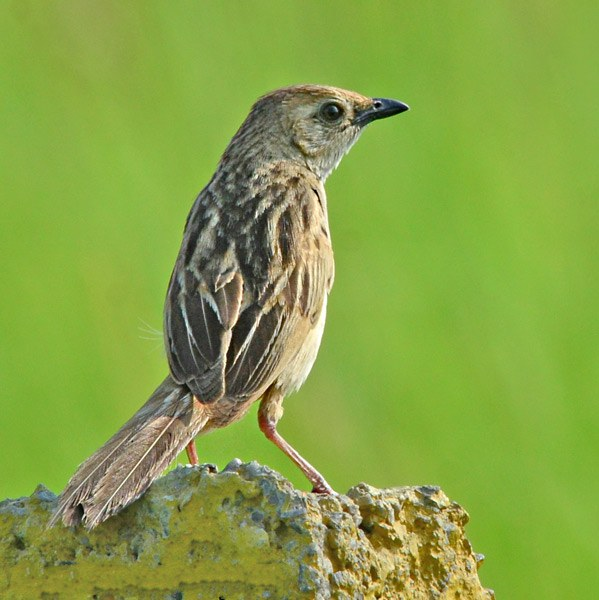